# Calolampra nitida
Calolampra nitida är en kackerlacksart som beskrevs av Hanitsch 1923. Calolampra nitida ingår i släktet Calolampra och familjen jättekackerlackor. Inga underarter finns listade.